# Liga II 2011-2012
La Liga II 2011-2012 è la settantaduesima edizione del secondo livello del campionato rumeno. È formata da due Serie con 16 squadre ciascuna. Le prime due classificate di ogni serie vengono promosse in Liga I mentre le ultime tre vengono retrocesse in Liga III. La stagione è iniziata il 20 agosto.
Tre delle 5 squadre retrocesse dal campionato precedente di Liga I, il Timișoara, il Gloria Bistrița e l'Unirea Urziceni non avevano ottenuto la licenza per disputare il campionato di Liga II. L'ultima società è stata sciolta, mentre le prime due hanno fatto ricorso al Tribunale Arbitrale dello Sport. Si tratta di squadre a cui era stata negata la licenza per il massimo campionato ed erano state retrocesse in Liga II per decisione della federazione.. L'8 luglio il Comitato esecutivo della Federazione rumena decise di accettare Timișoara and Gloria Bistrița anche senza licenza motivando la decisione con la presa in considerazione della storia delle rispettive città e dei tifosi. Tra le retrocesse, la Universitatea Craiova è stata temporaneamente esclusa da tutte le competizioni interne. La Juventus Bucarest invece è stata ripescata. In più, il Timișoara non ha diritto in ogni caso alla promozione.

## Squadre partecipanti

### Seria 1
| Club                | Città    | Stadio             |
| ------------------- | -------- | ------------------ |
| Astra Giurgiu       | Giurgiu  | Marin Anastasovici |
| Bacău               | Bacău    | Municipal          |
| Botoșani            | Botoșani | Municipal          |
| Dacia Unirea Brăila | Brăila   | Municipal          |
| Callatis Mangalia   | Mangalia | Central            |
| Delta Tulcea        | Tulcea   | Delta              |
| Dinamo II Bucarest  | Bucarest | Florea Dumitrache  |
| Dunărea Galați      | Galați   | Dunărea            |
| Farul Costanza      | Costanza | Farul              |
| Gloria Buzău        | Buzău    | Municipal          |
| Politehnica Iași    | Iași     | Emil Alexandrescu  |
| Otopeni             | Otopeni  | Otopeni            |
| Săgeata Năvodari    | Năvodari | Petromidia         |
| Snagov              | Snagov   | Snagov             |
| Victoria Brănești   | Brănești | Cătălin Hîldan     |
| Viitorul Costanza   | Ovidiu   | Ovidiu             |

### Seria 2
| Club               | Città                 | Stadio               |
| ------------------ | --------------------- | -------------------- |
| Alro Slatina       | Slatina               | Metalurgistul        |
| Argeș Pitești      | Pitești               | Nicolae Dobrin       |
| Arieșul Turda      | Turda                 | Municipal            |
| Bihor Oradea       | Oradea                | Iuliu Bodola         |
| Chindia Târgoviște | Târgoviște            | Eugen Popescu        |
| Turnu Severin      | Drobeta-Turnu Severin | Municipal            |
| Gloria Bistrița    | Bistrița              | Gloria               |
| Juventus Bucarest  | Bucarest              | Juventus             |
| Luceafărul Oradea  | Oradea                | Luceafărul           |
| Maramures          | Baia Mare             | Viorel Mateianu      |
| Mureșul Deva       | Deva                  | Cetate               |
| Olt Slatina        | Slatina               | Municipal            |
| Râmnicu Vâlcea     | Râmnicu Vâlcea        | Municipal            |
| Timișoara          | Timișoara             | Dan Păltinișanu      |
| Unirea Alba Iulia  | Alba Iulia            | Cetate               |
| UTA Arad           | Arad                  | Francisc von Neumann |

## Classifiche

### Seria 1
|  | Pos. | Squadra             | Pt | G  | V  | N  | P  | GF | GS | DR  |
|  | ---- | ------------------- | -- | -- | -- | -- | -- | -- | -- | --- |
|  | 1.   | Viitorul Costanza   | 61 | 30 | 17 | 10 | 3  | 55 | 18 | +37 |
|  | 2.   | Politehnica Iași    | 61 | 30 | 19 | 4  | 7  | 51 | 25 | +26 |
|  | 3.   | Delta Tulcea        | 59 | 30 | 17 | 8  | 5  | 55 | 28 | +27 |
|  | 4.   | Săgeata Năvodari    | 49 | 30 | 14 | 7  | 9  | 47 | 33 | +14 |
|  | 5.   | Botoșani            | 48 | 30 | 13 | 9  | 8  | 42 | 31 | +11 |
|  | 6.   | Dacia Unirea Brăila | 48 | 30 | 15 | 3  | 12 | 47 | 40 | +7  |
|  | 7.   | Bacău               | 45 | 30 | 13 | 6  | 11 | 43 | 31 | +12 |
|  | 8.   | Farul Costanza      | 44 | 30 | 11 | 11 | 8  | 45 | 42 | +3  |
|  | 9.   | Callatis Mangalia   | 43 | 30 | 13 | 5  | 13 | 43 | 41 | +2  |
|  | 10.  | Dunărea Galați      | 40 | 30 | 11 | 7  | 12 | 38 | 40 | -2  |
|  | 11.  | Astra Giurgiu       | 36 | 30 | 10 | 6  | 14 | 35 | 48 | -13 |
|  | 12.  | Otopeni             | 35 | 30 | 10 | 5  | 15 | 37 | 44 | -7  |
|  | 13.  | Dinamo II Bucarest  | 34 | 30 | 8  | 10 | 12 | 32 | 35 | -3  |
|  | 14.  | Snagov              | 24 | 30 | 6  | 6  | 18 | 29 | 60 | -31 |
|  | 15.  | Gloria Buzău        | 23 | 30 | 6  | 5  | 14 | 26 | 62 | -18 |
|  | 16.  | Victoria Brănești   | 15 | 30 | 4  | 3  | 23 | 17 | 64 | -32 |

#### Verdetti
- Politehnica Iasi e Viitorul Costanza promossi in Liga I 2012-13
- Victoria Brănești, Gloria Buzau e Snagov retrocessi in Liga III 2012-13

### Seria 2
|  | Pos. | Squadra            | Pt | G  | V  | N  | P  | GF | GS | DR  |
|  | ---- | ------------------ | -- | -- | -- | -- | -- | -- | -- | --- |
|  | 1.   | Timișoara          | 65 | 30 | 19 | 8  | 3  | 54 | 19 | +35 |
|  | 2.   | Gloria Bistrița    | 65 | 30 | 19 | 8  | 3  | 60 | 29 | +31 |
|  | 3.   | Turnu Severin      | 59 | 30 | 18 | 5  | 7  | 41 | 20 | +21 |
|  | 4.   | UTA Arad           | 51 | 30 | 14 | 9  | 7  | 41 | 20 | +21 |
|  | 5.   | Alro Slatina       | 50 | 30 | 14 | 8  | 8  | 41 | 22 | +19 |
|  | 6.   | Luceafărul Oradea  | 47 | 30 | 13 | 8  | 9  | 34 | 26 | +7  |
|  | 7.   | Chindia Târgoviște | 44 | 30 | 11 | 11 | 8  | 34 | 24 | +10 |
|  | 8.   | Bihor Oradea       | 44 | 30 | 12 | 8  | 10 | 40 | 35 | +5  |
|  | 9.   | Unirea Alba Iulia  | 41 | 30 | 10 | 11 | 9  | 34 | 26 | +8  |
|  | 10.  | Argeș Pitești      | 39 | 30 | 10 | 9  | 11 | 34 | 47 | -13 |
|  | 11.  | Râmnicu Vâlcea     | 35 | 30 | 9  | 8  | 13 | 34 | 38 | -4  |
|  | 12.  | Olt Slatina        | 34 | 30 | 9  | 7  | 14 | 30 | 35 | -5  |
|  | 13.  | Maramures          | 35 | 30 | 10 | 5  | 15 | 38 | 50 | -12 |
|  | 14.  | Juventus Bucarest  | 20 | 30 | 4  | 8  | 18 | 24 | 44 | -20 |
|  | 15.  | Mureșul Deva       | 20 | 30 | 6  | 2  | 22 | 20 | 72 | -52 |
|  | 16.  | Arieșul Turda      | 11 | 30 | 2  | 5  | 23 | 10 | 65 | -55 |

#### Verdetti
- Gloria Bistrita e Gaz Metan Severin (per rinuncia del Timisoara) promossi in Liga I 2012-13
- Mureșul Deva, Arieșul Turda e Juventus Bucarest retrocessi in Liga III 2012-13